# Pietramontecorvino
Pietramontecorvino község (comune) Olaszország Puglia régiójában, Foggia megyében.

## Fekvése
A Dauniai-szubappenninekben fekszik, közel a Molise-Puglia határhoz, Lucera városától északnyugatra a Fortore és Carapella folyók völgye között. 

## Története
A települést a szomszédos montecorvinói menekültek alapították, miután településüket 1137-ben II. Roger seregei elpusztították.

## Népessége
A lakosság számának alakulása:

## Főbb látnivalói
- Castello Ducale – a 12. században épült erőd egykor börtönként is szolgált, ma helytörténeti múzeumnak ad otthont.
- Terravecchia – a középkori városközpont, számos korabeli építménnyel
- Santa Maria Assunta-templom – a 12. században épült korai gótikus stílusban.